# Stenosphenus rubidus
Stenosphenus rubidus är en skalbaggsart som beskrevs av Linsley 1935. Stenosphenus rubidus ingår i släktet Stenosphenus och familjen långhorningar. Inga underarter finns listade i Catalogue of Life.